# Les 18 Armes légendaires du kung-fu
Pour plus de détails, voir Fiche technique et Distribution.
Les 18 Armes légendaires du kung-fu (十八般武藝, Shíbā bān wǔyì) est un film hongkongais réalisé par Liu Chia-liang, sorti en 1982.

## Synopsis
En pleine révolte des Boxers, l'intendant Li Lian-ying a créé un mouvement constitué de trois branches : les Mages guerriers, les Maoshan et la Boxe divine, afin de tenter de développer des techniques pour résister aux balles des Occidentaux via notamment l’utilisation de la magie alliée au kung-fu. Il y a trois ans de cela, pour renforcer ce mouvement, il donna une mission à Lei Gong, un grand maître, de former une section et d'y enseigner le kung-fu de l'invulnérabilité aux armes pour éviter à l'impératrice douairière l'achat de coûteuses armes à feu. Ne supportant plus de voir ses élèves périr au cours d’essais à l’issue perpétuellement tragique et trouvant illusoire cette idée d'invulnérabilité aux armes, celui-ci décide de dissoudre la section. À présent, l'intendant, craignant pour sa tête, ordonne aux trois branches de le tuer à cause de sa traîtrise. Menant une vie paisible à Canton sous le nom d'« oncle Yu », Lei Gong va devoir se préparer à l'arrivée de ses tueurs.

## Fiche technique
- Titre français : Les 18 Armes légendaires du kung-fu
- Titre original : 十八般武藝, Shíbā bān wǔyì
- Titre anglais : Legendary Weapons of China
- Réalisation : Liu Chia-liang
- Scénario : Liu Chia-liang et Li Tai-heng
- Musique : Chin Yung Shing et Chen-Hou Su
- Montage : Hsing-Lung Chiang et Yen Hai Li
- Photographie : Chih Chun Ao
- Production : Mona Fong
  - Production déléguée : Run Run Shaw
- Société de production : Shaw Brothers
- Pays d'origine : Hong Kong
- Format : Couleurs - 2,35:1 - Mono - 35 mm
- Genre : Film d'arts martiaux, wu xia pian
- Durée : 109 minutes
- Date de sortie :

 Hong Kong : 21 janvier 1982

## Distribution
- Liu Chia-liang : Lei Gong / Oncle Yu
- Kara Hui : Fang Shao-qing
- Hsiao Ho : Tie Hou
- Gordon Liu : Ti Tan
- Lau Kar-wing : Lei Ying, chef des Maoshan
- Tiet Wo Chu : Maître Tie, chef des Mages guerriers
- Wang Ching-ho : l'intendant Li Lian-ying
- Fu Sheng : Wu, un charlatan
- King Chu Lee : chef de la Boxe divine
- Wang Han-chen : aubergiste